# Harald Eriksen (regatista)
Harald Bredo Eriksen es un deportista noruego que compitió en vela en la clase Finn. Ganó una medalla de plata en el Campeonato Mundial de Finn de 1957.

## Palmarés internacional
| Campeonato Mundial | Campeonato Mundial | Campeonato Mundial | Campeonato Mundial |
| Año                | Lugar              | Medalla            | Clase              |
| ------------------ | ------------------ | ------------------ | ------------------ |
| 1957               | Karlstad (Suecia)  | Medalla de plata   | Finn               |